# Championnat d'Asie du Sud féminin de football
Le Championnat d'Asie du Sud de football féminin est une compétition de football féminin réunissant la plupart des pays du Sud de l'Asie. La compétition est organisée par la Fédération d'Asie du Sud de football (SAFF).
Les membres sont l'Afghanistan, le Bangladesh, le Bhoutan, l'Inde, les Maldives, le Népal, le Pakistan  et le Sri Lanka. Le tournoi se tient tous les deux ans.
Le tournoi se compose d'un premier tour, les équipes réparties en 2 poules de 4, où chacun affronte une fois ses adversaires. Les 2 premiers de chaque poule sont qualifiés pour la phase finale, disputée en demi-finales et finale.

## Histoire
Jusqu'à présent, l'Inde a gagné chaque édition, en battant à chaque reprise en finale le Népal.
En 2015, la Fédération d'Afghanistan de football, prend la décision de quitter la Fédération de football d'Asie du Sud (SAFF), qu'elle avait rejoint en 2005.
Le 9 janvier 2015 la Fédération d'Afghanistan de football devient membre fondateur de la Fédération de football d'Asie centrale (CAFF).

## Palmarès
| 2010 | Bangladesh, Cox's Bazar | Inde       | 1 - 0 | Népal      | Pakistan - Bangladesh   |
| 2012 | Sri Lanka, Colombo      | Inde       | 3 - 1 | Népal      | Sri Lanka - Afghanistan |
| 2014 | Pakistan, Islamabad     | Inde       | 6 - 0 | Népal      | Sri Lanka - Bangladesh  |
| 2016 | Inde, Siliguri          | Inde       | 3 - 1 | Bangladesh | Népal - Maldives        |
| 2019 | Népal, Biratnagar       | Inde       | 3 - 1 | Népal      | Sri Lanka - Bangladesh  |
| 2022 | Népal, Katmandou        | Bangladesh | 3 - 1 | Népal      | Inde - Bhoutan          |
| 2024 | Népal, Katmandou        | Bangladesh | 2 - 1 | Népal      | Inde - Bhoutan          |

## Meilleure buteuse du tournoi par édition
| Joueuse                              | Buts | Sél. | Année |
| ------------------------------------ | ---- | ---- | ----- |
| Sasmita Mallick                      | 14   | 5    | 2010  |
| Jamuna Gurung                        | 8    | 5    | 2012  |
| Ngangom Bala Devi                    | 16   | 5    | 2014  |
| Sabitra Bhandari                     | 12   | 4    | 2016  |
| Indumati Katheresan Sabitra Bhandari | 4    | 4    | 2019  |
| Sabina Khatun                        | 8    | 5    | 2022  |
| Deki Lhazom                          | 8    | 4    | 2024  |

## Les meilleurs buteuse toute éditions confondu
| Joueuse           | Buts |
| ----------------- | ---- |
| Ngangom Bala Devi | 25   |
| Sabina Khatun     | 23   |
| Anu Lama          | 22   |
| Sasmita Mallick   | 20   |
| Jamuna Gurung     | 17   |
| Sabitra Bhandari  | 17   |
| Kamala Devi       | 16   |
| Sajana Rana       | 10   |

## Sélectionneurs vainqueurs
| Année | Sélectionneur          | Sélection  |
| ----- | ---------------------- | ---------- |
| 2010  | Mohammad Shahid Jabbar | Inde       |
| 2012  | Mohammad Shahid Jabbar | Inde       |
| 2014  | Tarun Roy              | Inde       |
| 2016  | Sajid Dhar             | Inde       |
| 2019  | Maymol Rocky           | Inde       |
| 2022  | Golam Robbani Choton   | Bangladesh |
| 2024  | Peter Butler           | Bangladesh |

## Bilan par pays
| Pays       | Victoire | Finaliste | Année(s)                     |
| ---------- | -------- | --------- | ---------------------------- |
| Inde       | 5        | 0         | 2010, 2012, 2014, 2016, 2019 |
| Bangladesh | 2        | 1         | 2022, 2024                   |
| Népal      | 0        | 6         |                              |

## Statistiques
| Équipe      | J  | V  | N | D  | BM  | BE | DB   | Pts |
| ----------- | -- | -- | - | -- | --- | -- | ---- | --- |
| Inde        | 30 | 24 | 1 | 5  | 150 | 10 | +140 | 72  |
| Népal       | 27 | 21 | 0 | 6  | 114 | 20 | +94  | 63  |
| Bangladesh  | 25 | 13 | 1 | 11 | 61  | 44 | +17  | 40  |
| Sri Lanka   | 17 | 6  | 1 | 10 | 18  | 43 | -5   | 19  |
| Pakistan    | 13 | 5  | 0 | 8  | 20  | 47 | -27  | 15  |
| Maldives    | 18 | 3  | 2 | 13 | 13  | 75 | -62  | 11  |
| Afghanistan | 12 | 1  | 2 | 9  | 10  | 67 | -57  | 5   |
| Bhoutan     | 17 | 1  | 1 | 15 | 8   | 89 | -81  | 4   |

## Records
- Premier match :  Népal 6 - 0  Maldives, le 12 décembre 2010, à Cox's Bazar.
- Joueurs ayant participé au plus grand nombre de matchs :  Anu Lama, 15 matchs (2010, 2012 et 2014).
- Plus grand nombre de buts marqués en un match : 18, lors du match  Inde 18 - 0  Bhoutan, le 13 décembre 2010, à Cox's Bazar.
- Buteur ayant marqué le plus de but en un match :  Sasmita Mallick 7 buts contre l'équipe du Bhoutan , le 13 décembre 2010.

| Année | Pays       | Buts Inscrits |
| ----- | ---------- | ------------- |
| 2010  | Inde       | 40            |
| 2012  | Inde       | 33            |
| 2014  | Inde       | 36            |
| 2016  | Népal      | 19            |
| 2019  | Inde       | 18            |
| 2022  | Bangladesh | 23            |
| 2024  | Bhoutan    | 18            |

| Année | Pays                | But Inscrit |
| ----- | ------------------- | ----------- |
| 2010  | Bhoutan             | 1           |
| 2012  | Bhoutan             | 0           |
| 2014  | Bhoutan Afghanistan | 1           |
| 2016  | Bhoutan Afghanistan | 1           |
| 2019  | Bhoutan Maldives    | 0           |
| 2022  | Sri Lanka Maldives  | 0           |
| 2024  | Maldives            | 0           |

| Année | Pays                  | Buts encaissés |
| ----- | --------------------- | -------------- |
| 2010  | Inde                  | 0              |
| 2012  | Inde                  | 1              |
| 2014  | Inde                  | 1              |
| 2016  | Inde Bangladesh Népal | 3              |
| 2019  | Inde                  | 1              |
| 2022  | Bangladesh            | 1              |
| 2024  | Népal                 | 3              |

| Année | Pays        | Buts encaissés |
| ----- | ----------- | -------------- |
| 2010  | Bhoutan     | 28             |
| 2012  | Afghanistan | 19             |
| 2014  | Afghanistan | 19             |
| 2016  | Maldives    | 18             |
| 2019  | Sri Lanka   | 9              |
| 2022  | Maldives    | 19             |
| 2024  | Maldives    | 25             |

Nombre total de but marqué par édition :
| Année | Buts |
| ----- | ---- |
| 2010  | 97   |
| 2012  | 75   |
| 2014  | 74   |
| 2016  | 57   |
| 2019  | 33   |
| 2022  | 59   |
| 2024  | 62   |